# کلود الیستر
کلود الیستر (انگلیسی: Claud Allister; ۳ اکتبر ۱۸۸۸ – ۲۶ ژوئیهٔ ۱۹۷۰) هنرپیشه اهل انگلستان بود.
از فیلم‌ها یا برنامه‌های تلویزیونی که وی در آن نقش داشته‌است می‌توان به بولداگ درومند، غرور و تعصب، زندگی خصوصی هنری هشتم، فرشته تاریکی، مونت‌کارلو، و لیلیان راسل اشاره کرد.